# Shildon A.F.C.
Shildon A.F.C. là một câu lạc bộ bóng đá thành lập năm 1890 ở Shildon, County Durham, Anh. Đội bóng thi đấu ở Northern League Division One và có sân nhà Dean Street.

## Lịch sử
Thành lập năm 1890, Shildon gia nhập North Eastern League năm 1907 và giành chức vô địch Northern League 5 lần trong lịch sử. Câu lạc bộ đã tạo nên một lịch sử thành công trong thập niên 1930.
Tháng 11 năm 2003, Shildon lần đầu tiên vào đến vòng 1 FA Cup trong 42 năm. Tuy nhiên, họ bị Notts County đánh bại với tỷ số 7–2.
Biệt danh của Shildon là The Railwaymen sau khi làm toa tàu trở thành công việc chính của thị trấn trong nhiều năm. Họ thỉnh thoảng còn được gọi với cái tên The Shells.

### Dự bị
Shildon cũng có 1 đội dự bị thi đấu ở Durham Alliance League mùa giải 2014-15.

## Sân vận động
Shildon thi đấu ở Dean Street. Bishop Auckland cũng từng chơi ở Dean Street một vài năm theo thỏa thuận chia sẻ sân đấu khi đang xây sân vận động mới Heritage Park. Đội Dự bị thi đấu trên sân nhà Shildon Leisure Centre.

## Đội hình thi đấu
Ghi chú: Quốc kỳ chỉ đội tuyển quốc gia được xác định rõ trong điều lệ tư cách FIFA. Các cầu thủ có thể giữ hơn một quốc tịch ngoài FIFA.
| Số | VT | Quốc gia | Cầu thủ           |
| -- | -- | -------- | ----------------- |
| —  | TM | Anh      | Lewis Graham      |
| —  | TM | Anh      | Keith Finch       |
| —  | TM | Anh      | Kyle Hayes        |
| —  | TM | Anh      | Jake Johnson      |
| —  | HV | Anh      | John Brackstone   |
| —  | HV | Anh      | Carl Jones        |
| —  | HV | Anh      | Darren Craddock   |
| —  | HV | Anh      | Matty Robson      |
| —  | HV | Anh      | Sam Hodgson       |
| —  | HV | Anh      | Darren Richardson |
| —  | HV | Anh      | Dan Groves        |
| —  | TV | Anh      | Jamie Harwood     |

| Số | VT | Quốc gia | Cầu thủ              |
| -- | -- | -------- | -------------------- |
| —  | TV | Anh      | Lewis Wing           |
| —  | TV | Anh      | Jonny Davis          |
| —  | TV | Anh      | Andrew Bell          |
| —  | TV | Anh      | Lewis Dodds          |
| —  | TV | Anh      | Kyle Fryatt          |
| —  | TV | Anh      | Stephen Turnbull     |
| —  | TV | Anh      | Mark Hudson          |
| —  | TV | Anh      | Mark Ellison         |
| —  | TV | Anh      | Daniel Moore         |
| —  | TĐ | Anh      | Mark Doninger        |
| —  | TĐ | Anh      | Billy Greulich-Smith |
| —  | TĐ | Anh      | Ben Wood             |
| —  | TĐ | Anh      | Michael Rae          |
| —  | TĐ | Anh      | Paul Connor          |

## Kỉ lục
- Thành tích tốt nhất ở FA Cup: Vòng 1 – 1959–60, 2003–04, Vòng loại 4 – 2014/15
- Thành tích tốt nhất ở FA Trophy : Vòng loại 3 – 1974–75, 1992–93
- Thành tích tốt nhất ở FA Vase: Tứ kết – 2009–10, Bán kết - 2012-13
- Thành tích tốt nhất ở FA Amateur Cup: Tứ kết – 1958–59
- Durham Challenge Cup Vô địch 2013-14, 2014-15
- Northern League Cup Vô địch 1933-34, 1934-35, 1937-38, 1938-39, 1939-40, 1952-53, 2002-03, 2014-15